# Krokiewka lękliwica
Krokiewka lękliwica, krokiewka lękwica (Phlogophora meticulosa) – gatunek nocnego motyla z rodziny sówek (Noctuidae), podrodziny piętnówek (Hadeninae). Jest to powszechnie spotykany, a w wielu miejscach także liczny gatunek europejskiego, nocnego motyla. Często migruje na znaczne odległości.
Morfologia
Długość skrzydła 20-23 mm, rozpiętość skrzydeł sięga 45-52 mm. W stanie spoczynku składa skrzydła wzdłuż ciała, dzięki czemu charakterystyczny wzór na skrzydłach tworzy kształt litery V. Kolor skrzydeł pastelowy, szaro-brązowy z zielonkawym i różowawym odcieniem. Skrzydła spodnie są białawe z ciemniejszymi żyłkami. Gąsienice mogą być zarówno zielone jak i brązowe. Poczwarka typu zamkniętego ciemnobrązowo-bordowa.
Biologia
Imago pojawia się od maja do września lub października – w zależności od regionu. W ciągu roku ma dwa pokolenia, zimę spędza w formie poczwarki. Preferują brzegi lasów, łąki, pastwiska i ogrody. Gąsienice żerują na bardzo różnych roślinach. Owady dorosłe latają nocą, w dzień można je zaobserwować jak odpoczywają na liściach czy płotach.

## Galeria

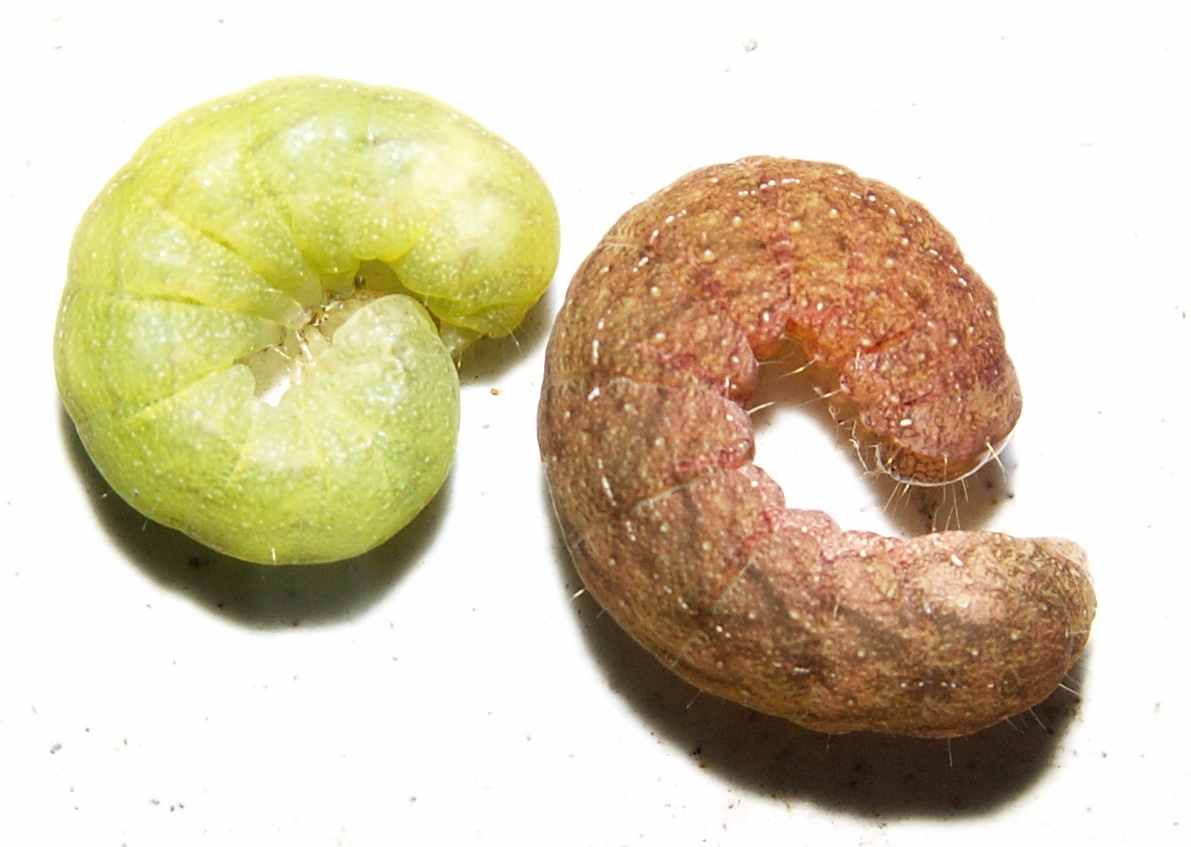
Brązowa i zielona odmiana gąsienicy
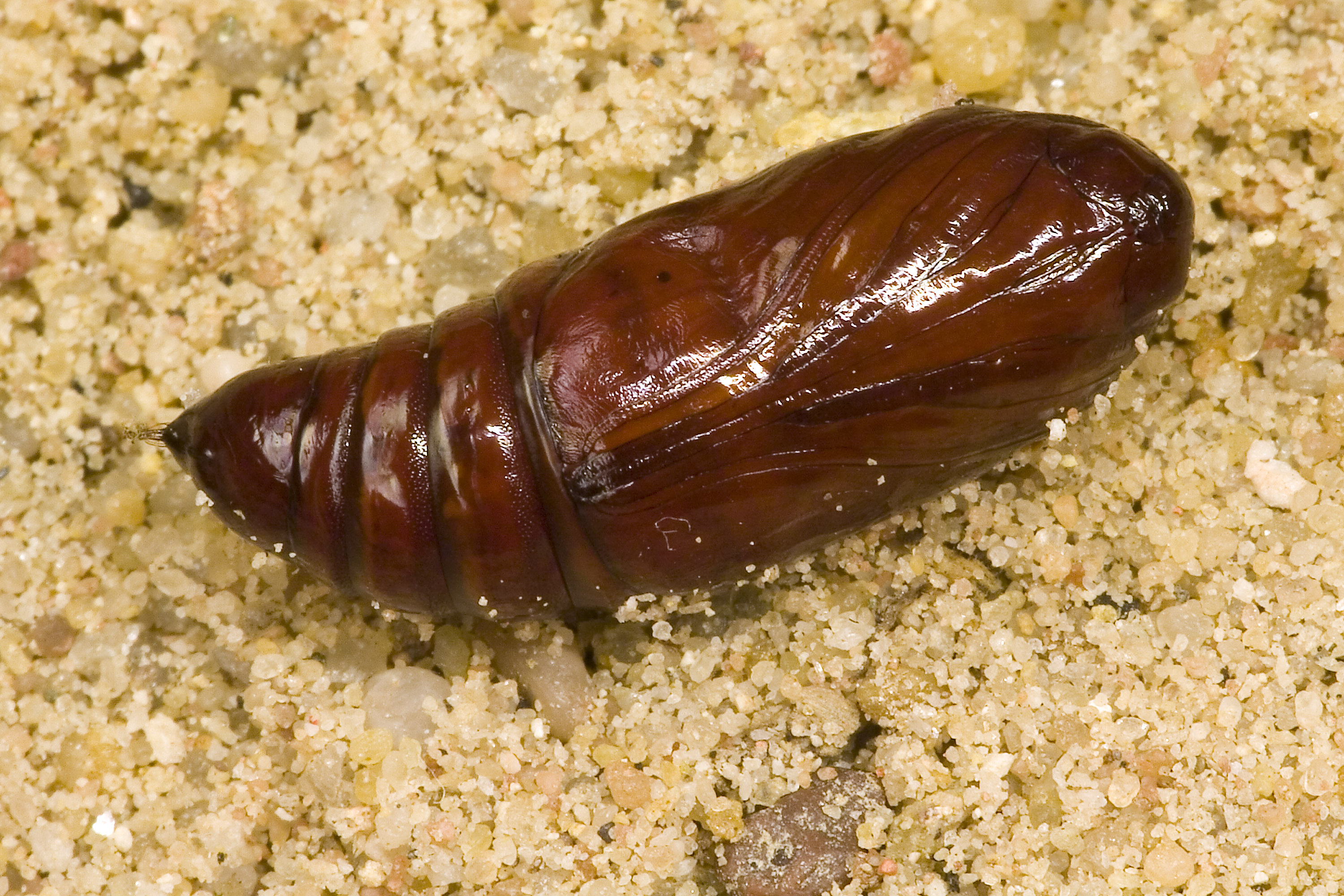
Poczwarka
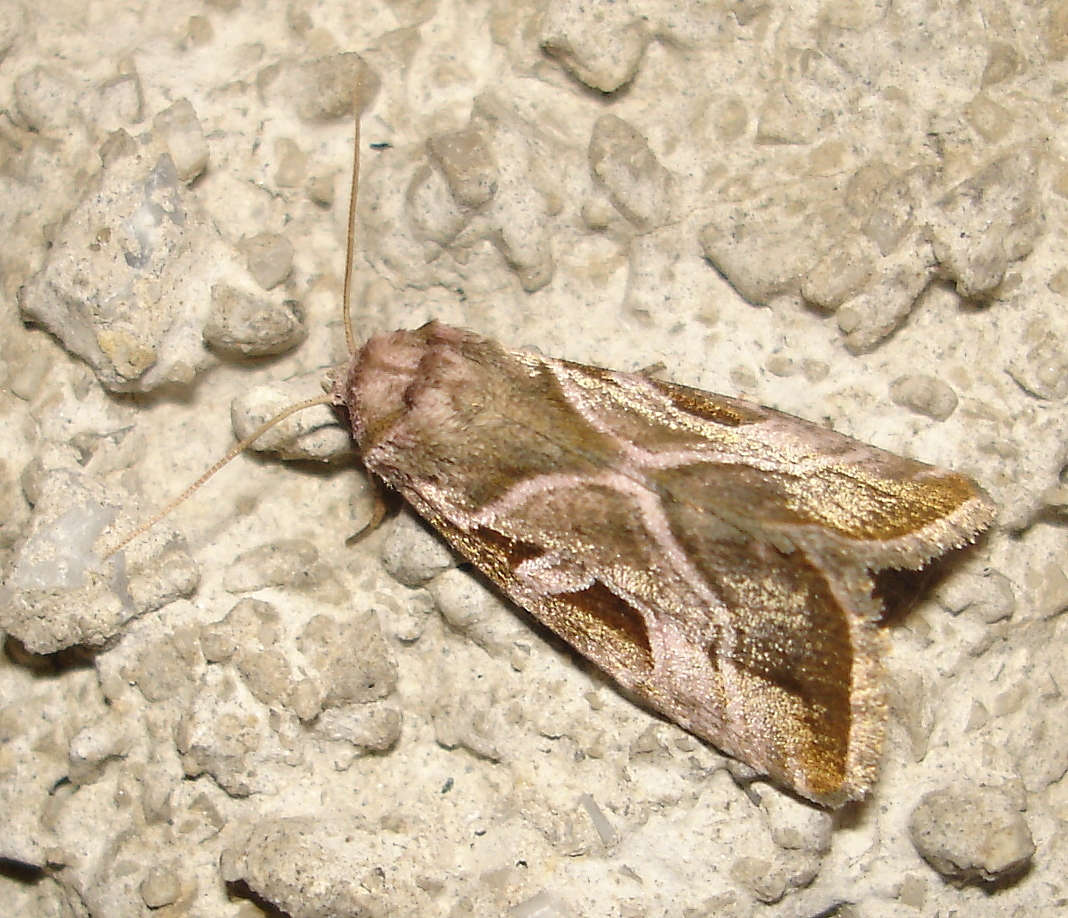
Imago w stanie spoczynku
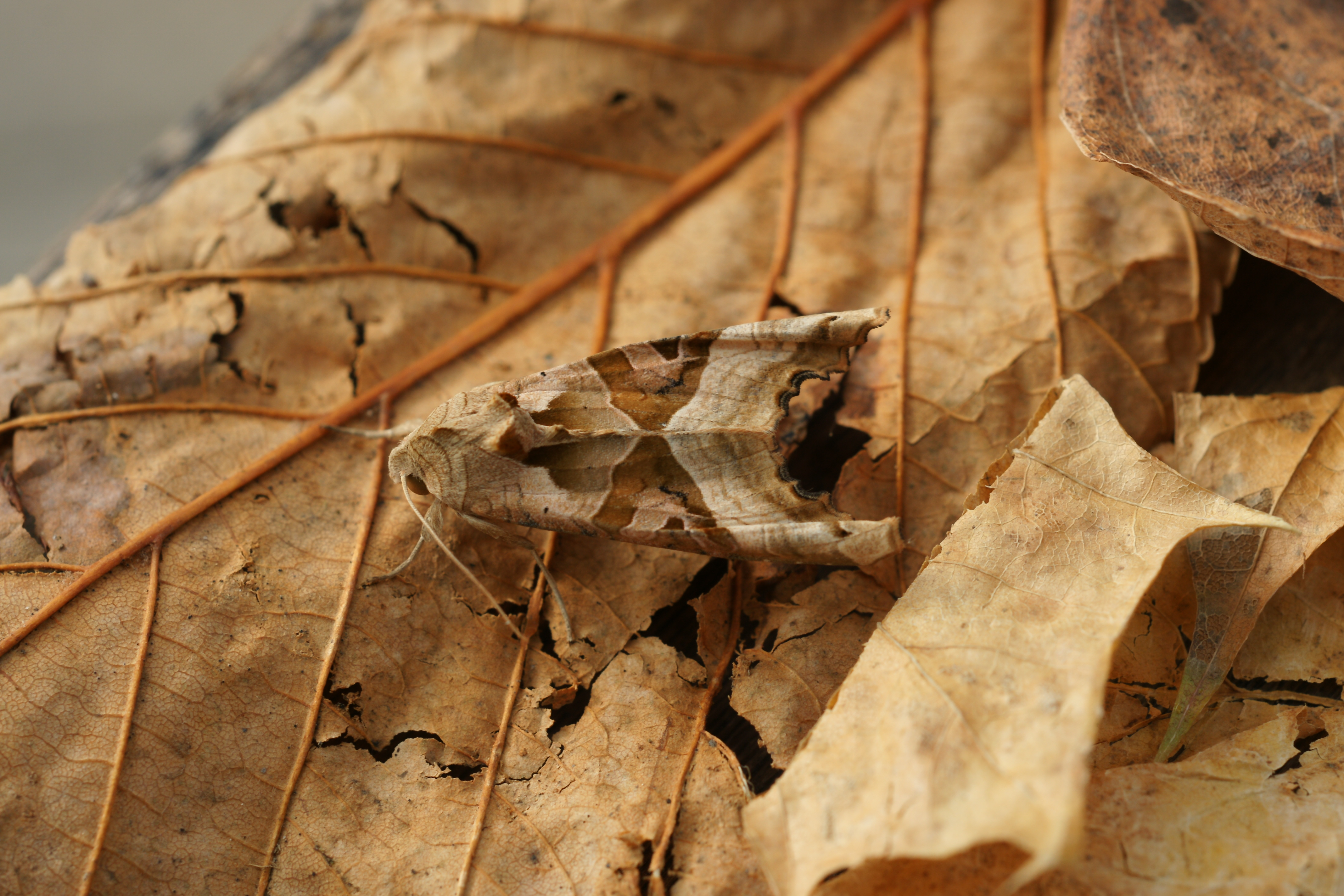
Owady dobrze kryją się na liściach
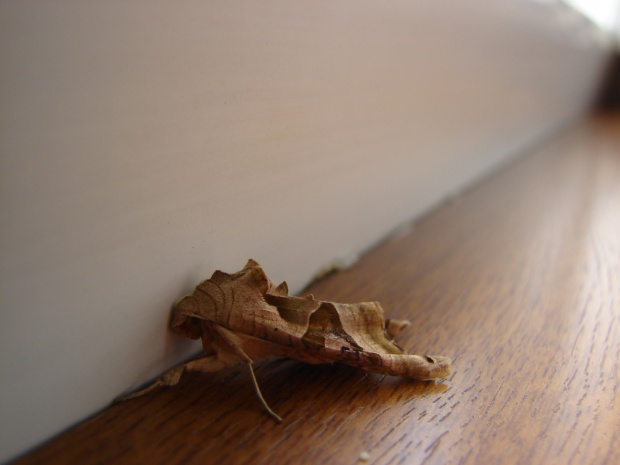
Zwabiona światłem krokiewka lękwica często wlatuje do mieszkań